# Herminia Fajardo
Herminia Fajardo Feo (Lanzarote, 30 de mayo de 1946) es una periodista y feminista española. Considerada como la primera mujer en ejercer profesionalmente el periodismo en Canarias. En 2008, fue nombrada Hija Adoptiva de la ciudad de Las Palmas de Gran Canaria.

## Biografía
Natural del municipio de Arrecife, en Lanzarote, estudió Periodismo en la Escuela Oficial de Periodismo de Madrid y posteriormente en la Universidad de La Laguna, siendo una de las primeras mujeres en ejercer la profesión de periodista en las Islas Canarias.

### Trayectoria profesional
En el ámbito laboral, entre 1974 y 1982, ejerció como corresponsal para la BBC en Canarias y en África Occidental, donde firmaba con el sobrenombre de Catalina Feo. Posteriormente trabajó en El Periódico de Cataluña, donde estuvo en plantilla durante nueve años. Ejerció como periodista en el diario La Tarde, de Tenerife, en la Agencia Efe en Bruselas y en el periódico La Provincia, de Las Palmas de Gran Canaria, donde fue la primera mujer en trabajar en este diario canario. También fue delegada del periódico tinerfeño El Día en Las Palmas de Gran Canaria durante más diez años. A principios de los años 90 se hizo cargo del proyecto editorial y la dirección del periódico La Gaceta de Canarias.
Así mismo, colaboró con diversas revistas y publicaciones nacionales como La Calle y Berriak.

### Trayectoria activista feminista y social
Desarrolló una extensa militancia dentro del movimiento feminista desde inicios de los años setenta a través de la Asociación de Mujeres Canarias, la Coordinadora Feminista en la Red Canaria de Mujeres y el Colectivo de Mujeres Canarias, entidades con las que publicó los estudios El integrismo o la pérdida de la identidad y Mujeres Premios Nobel (Gran Canaria,1996).
Igualmente, se convirtió en el mayor altavoz del pueblo saharauii cuando impulsó en 1976 la creación de la Asociación Canaria de Amigos del Sahara, entidad que presidió hasta 1992.  
En el ámbito social, puso en marcha en los años ochenta, junto a José Joaquín Díaz de Aguilar y Jaime Balaguer, la sección canaria de Amnistía Internacional. Durante los últimos años, impulsó en Las Palmas de Gran Canaria la creación de la Asociación Canaria de Estudios de la Globalización y de El Patio de las Culturas, entidad social cuyo objetivo es la promoción de espacios para el encuentro intercultural.

## Premios y reconocimientos
- En 2008 recibió el nombramiento de Hija Adoptiva por parte del Ayuntamiento de Las Palmas de Gran Canaria.[2]
- Además, ha recibido diversos homenajes en reconocimiento a su trayectoria de activismo social y feminista, como el celebrado en el marco de la iniciativa + que musas. Mujeres de la cultura en Canarias, con la que se busca dar visibilidad al papel de la mujer en el periodismo y en las diferentes disciplinas artísticas. El homenaje tuvo lugar en enero de 2021 en la Casa-Museo León y Castillo, dependiente del Cabildo de Gran Canaria, ubicado en el municipio de Telde.[16][15][17][18]